# Kerivoula eriophora
Kerivoula eriophora (Heuglin, 1877) è un pipistrello della famiglia dei Vespertilionidi endemico dell'Etiopia.

## Descrizione

### Dimensioni
Pipistrello di piccole dimensioni, con la lunghezza della testa e del corpo di 85 mm, la lunghezza dell'avambraccio tra 28 e 32 mm, la lunghezza della coda di 32 mm, la lunghezza del piede di 6,7 mm, la lunghezza delle orecchie di 13 mm.

### Aspetto
La pelliccia è lunga ed arricciata. Le parti dorsali sono grigio chiare con la punta dei peli bianca, mentre le parti ventrali sono biancastre gradualmente più bruno-grigiastre sui fianchi. Le orecchie sono ben separate, a forma di imbuto e con l'estremità appuntita. Il trago è lungo, sottile e lanceolato. Le membrane alari sono bruno-nerastre. La lunga coda è completamente inclusa nell'ampio uropatagio.

## Biologia

### Comportamento
Gli unici individui conosciuti sono stati catturati in un nido di un passeriforme.

### Alimentazione
Si nutre di insetti.

## Distribuzione e habitat
Questa specie è conosciuta soltanto attraverso tre esemplari catturati prima del 1877 in una località dell'Etiopia settentrionale nella valle di Belegaz.
Vive probabilmente nelle boscaglie di Erica arborea e Hypericum revolutum tra 2300 e 3300 metri di altitudine.

## Conservazione
La IUCN Red List, considerati i continui problemi sulla sua tassonomia come l'assenza di informazioni recenti sul suo areale, i requisiti ecologici e le eventuali minacce, classifica K.eriophora come specie con dati insufficienti (DD).